# Podospora ignota
Podospora ignota är en svampart som beskrevs av A.E. Bell & Mahoney 2005. Podospora ignota ingår i släktet Podospora och familjen Lasiosphaeriaceae.   Inga underarter finns listade i Catalogue of Life.